# 杰夫·里根巴赫
杰夫·里根巴赫（Jeff Riggenbach，1947年1月12日—），美国自由意志主义新闻记者、作家、编辑、节目主持人，和教育家。
里根巴赫的第一本书是《颓废赞》（In Praise of Decadence）（1998），书中认为婴儿潮一代的个人哲学被证明更倾向于自由意志主义，这是以前所没预见到的。
他的第二本书《为什么美国历史不是他们所说的那样：修正主义概论》（Why American History Is Not What They Say: An Introduction to Revisionism）（2009），认为美国在二十世纪末期的政治事件和倾向重新燃起了公众对修正美国历史的兴趣。里根巴赫在对美国修正主义者的研究中，定义了美国修正主义发展史上三个截然不同的阶段。